# Wanda Miłaszewska

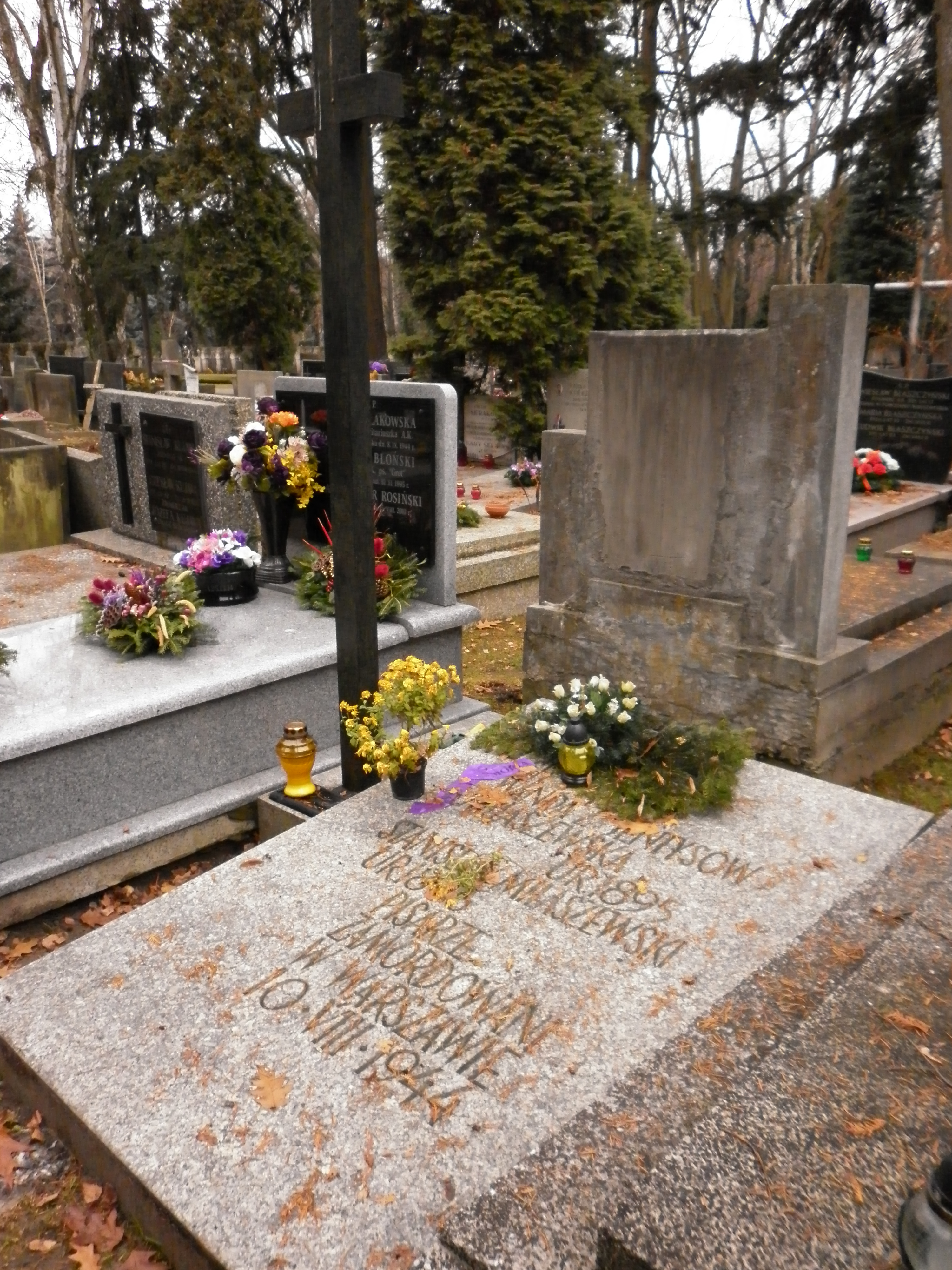
Grób Wandy i Stanisława Miłaszewskich na Cmentarzu Wojskowym na Powązkach

Wanda Miłaszewska (ur. 1 czerwca 1894 w Warszawie, zm. 10 sierpnia 1944 tamże) – polska pisarka.
Ukończyła Gimnazjum Jadwigi Kowalczykówny w Warszawie („Szkoła na Wiejskiej”), Wyższe Kursy Żeńskie w Krakowie i Akademię Sztuk Pięknych w Warszawie. W 1914 roku poślubiła Stanisława Miłaszewskiego, dramaturga, publicystę i tłumacza. Była redaktorką działu teatralnego tygodnika dla kobiet „Bluszcz” w latach 1921–1928. Uczyła także rysunku w szkołach średnich. Zginęła wraz z mężem pod gruzami walącego się domu podczas powstania warszawskiego. Oboje zostali pochowani na cmentarzu Wojskowym na Powązkach (kwatera A25-13-15).
Wanda Miłaszewska, często gościła w dworze Tomaszewskich pod Grodnem – przyjeżdżała do Bobry Wielkiej na wakacje. Z Tomaszewskimi  łączyły ją więzy pokrewieństwa. W tzw. Tracewskim Borku zafascynował ją stary, wiekowy wiąz – gab, utrwalony w fotografii Jana Bułhaka (uwieczniony w powieści Święty wiąz – 1937)  i związana z nim legenda, opowiadana przez mieszkańców Bobry Wielkiej. Wśród przyjaznych jej ludzi, w otoczeniu unikatowej przyrody pisała swoje powieści, utrwalając w nich nadbiebrzańskie pejzaże, atmosferę staropolskiego dworu, portrety związanych z dworem ludzi, miejscowe obyczaje i legendy. Bohaterką jej powieści pt. „Ogrodniczka” stała się Jadwiga Tomaszewska z Bobry Wielkiej, która faktycznie oddawała się ogrodnictwu.
Wszystkie jej utwory objęte były w 1951 roku zapisem cenzury w Polsce, podlegały natychmiastowemu wycofaniu z bibliotek.

## Wydała
- Cmentarz i sad (1924) – powieść
- Księżniczka Dagny (1925) – powieść
- Zatrzymany zegar (1926) – powieść
- Rok Boży (1927) – wiersze
- Kaczęta (1928) – powieść
- Stare kąty (1929) – powieść
- Młyn w Bożej Woli (1930) – powieść
- Czarna Hańcza (1931) – powieść
- Na cztery wiatry (1932) – powieść
- Święty wiąz (1937) – powieść
- Bogactwo (1938) – powieść
- Wspominamy (współautor: Stanisław Miłaszewski) (1939) – wspomnienia